# Nobody Like U
«Nobody Like U» (estilización de «Nobody Like You», —en español: Nadie como tú—) es una canción interpretada por Jordan Fisher, Finneas O'Connell, Grayson Villanueva, Josh Levi y Topher Ngo bajo el pseudónimo de la banda ficticia 4*Town creada por Domee Shi como parte de la película animada de Pixar, Turning Red (2022). La canción fue incluida en la banda sonora de la película, y fue lanzada como sencillo oficial el 25 de febrero de 2022 a través de Walt Disney Records y fue distribuida por Universal e Interscope. La canción fue escrita por Billie Eilish y Finneas O'Connel, y producida por este último.
El día de su lanzamiento como sencillo se publicó en el canal oficial de YouTube de DisneyMusic un video de letra oficial de la canción dirigido por Charlotte Audrey y animado por Aaron Whittaker. Se liberó un video musical oficial con escenas de la película el 17 de marzo del mismo año a través del mismo canal de YouTube a cargo de la misma directora y animador del video de letra. El video musical cuenta con 53 millones de reproducciones hasta la actualidad.

## Posicionamiento en listas
| Lista (2022)                        | Mejor posición |
| ----------------------------------- | -------------- |
| Australia (ARIA)                    | 91             |
| Canadá (Billboard Canadian Hot 100) | 34             |
| Estados Unidos (Billboard Hot 100)  | 49             |
| Global (Billboard Global 200)       | 37             |
| Irlanda (IRMA Top 50 Singles)       | 63             |
| Nueva Zelanda (NZ Music Charts)     | 18             |
| Reino Unido (UK Singles Chart)      | 56             |